# Egyptische cobra
De Egyptische cobra, ook wel aspis of ureüsslang (Naja haje), ook bekend als "أورايوس" in het Egyptisch Arabisch uitgesproken: Ouraeus (afgeleid van het Oudgriekse woord: οὐραῖος) is een giftige slang uit de familie koraalslangachtigen. De slang komt voor in delen van Noord-Afrika en het Midden-Oosten. Het is de meest voorkomende cobra in dit deel van de wereld.

## Naam en indeling
De wetenschappelijke naam van de soort werd voor het eerst voorgesteld door Carl Linnaeus in 1758. Oorspronkelijk werd de wetenschappelijke naam Coluber Haje gebruikt. De slang werd later aan andere geslachten toegekend, zoals Vipera en Uraeus.

## Uiterlijke kenmerken
De kop en nek zijn vrijwel altijd bruin-zwart terwijl het lijf geelgroen tot bruin is. Deze slang heeft soms zwarte dwarsbanden. De lichaamslengte bedraagt 100 tot 250 cm met uitschieters tot wel 300 cm.

## Leefwijze
Het voedsel van deze nachtactieve slang bestaat uit kleine slangen, kleine zoogdieren, padden en vogels, die hij doodt met zijn snelwerkend gif. Ook eieren staan op zijn menu. Ze zijn erg territoriaal ingesteld, waarbij vaker onderlinge gevechten plaatsvinden. Bij dreigend gevaar richt hij zich snel op en verbreedt zijn halsschild. Is de belager niet onder de indruk, dan sist hij, schuift naderbij en gaat tot de aanval over. In de ochtenduren wordt vaak een zonnebad genomen.
Het vrouwtje legt 8 tot 33 eieren welke na 60 dagen uitkomen. Ze worden meestal in een termietenheuvel afgezet.

## Verspreiding en habitat
Deze soort komt voor in Noord-, West- en Oost-Afrika en leeft in de landen Algerije, Burkina Faso, Kameroen, Centraal-Afrikaanse Republiek, Congo-Kinshasa, Tsjaad, Eritrea, Ethiopië, Guinee, Kenia, Libië, Mali, Westelijke Sahara, Marokko, Niger, Nigeria, Senegal, Somalië, Soedan, Tanzania, Oeganda, Jemen, Zimbabwe, Egypte en Djibouti, mogelijk in Guinee-Bissau en Mauritanië. De habitat bestaat uit woestijnen en droge graslanden, maar ook in stedelijke gebieden. Hij is ook te vinden in akkers bij oases en regenbeddingen. Dichte bossen en extreem droge gebieden worden gemeden. Er moet wel enig vocht en vegetatie aanwezig zijn.

## In het terrarium
Sommigen houden de Egyptische cobra als exotisch huisdier in een terrarium wat alleen aan te raden is voor ervaren slangenhouders. Het is meerdere malen gebeurd dat het beest zijn eigenaar beet en de slangen willen ook nog weleens ontsnappen. In 2007 verdween in een appartementencomplex in Toronto een cobra en omdat het dier niet werd gevonden moesten er twee woningen gedurende 5 maanden worden geëvacueerd. De slangenhouder werd veroordeeld tot een gevangenisstraf van een jaar en hij moest wegens huurderving $17.000 betalen.

## Cleopatra

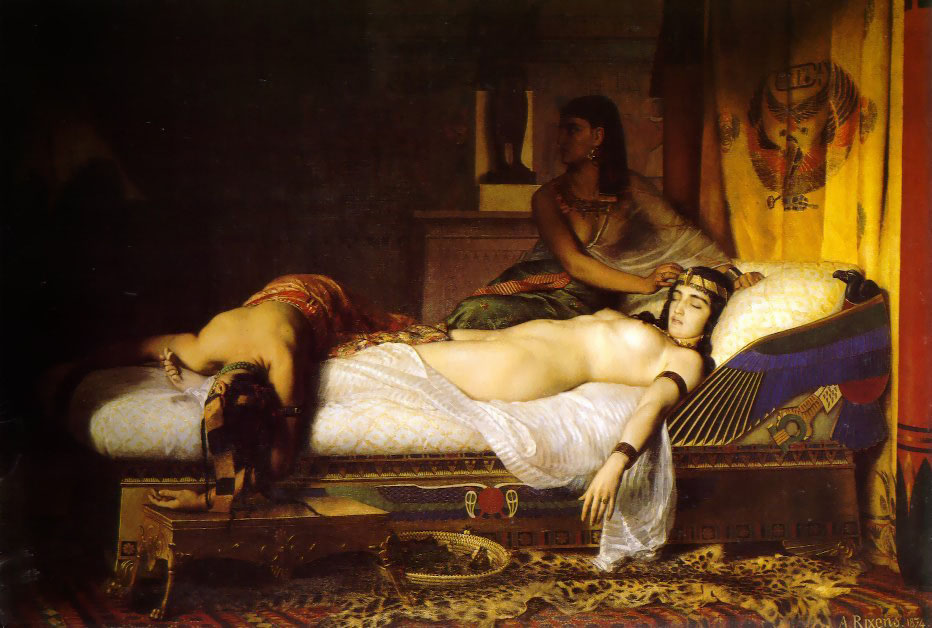
Jean-André Rixens: De dood van Cleopatra (1874)

Volgens de overlevering pleegde Cleopatra in 30 v.Chr. op 12 augustus zelfmoord door zich te laten bijten door een aspis. Het is een van de meest tot de verbeelding sprekende gebeurtenissen uit de oudheid maar er is geen betrouwbare primaire bron en het leent zich uitstekend tot romantisering.
De eerste die er melding van maakte was Strabo, een tijdgenoot van Cleopatra en hij had het over zelfmoord door een dodelijke zalf of een slangenbeet. Plutarchus schreef 130 jaar na haar dood: "Onderin een mand met vijgen zat een aspis verstopt. Zij nam enkele vijgen, ontdekte het reptiel en stak haar arm uit om gebeten te worden." Anderen beweerden dat het beest in een vaas zat waarin zij roerde zodat het haar zou bijten en in latere verhalen werd zij niet meer in haar arm gebeten maar klemde zij het beest tegen haar borst. Om zeker te zijn van de werking van het gif zou Cleopatra het overigens eerst hebben uitgeprobeerd op haar slaven.